# Педагогические институты
Педагогические (учительские) институты — образовательные учреждения, созданные при университетах Российской империи с целью подготовки учителей для гимназий и уездных училищ университетского учебного округа, а также образовывать новые преподавательские кадры самого университета. Существовали в период с 1804 по 1858 год.

## История
Педагогические институты были учреждены по «Положению об устройстве училищ» 24 января 1804 года. В уставы университетов Московского, Харьковского и Казанского, вышедшие в том же году, была включена была особая глава об этих институтах, оставшаяся, в общих чертах, и в Университетском уставе 1835 года. Педагогические институты наряду с Главным педагогическим институтом в Санкт-Петербурге должны были готовить учителей для средних учебных заведений и находились в заведовании профессоров университетов. В институты принимались казёнными стипендиатами молодые люди, окончившие курс гимназий. 
После обучения в течение трёх лет в Педагогическом институте кандидаты должны были сдать экзамен, по результатам которого они или получали степень магистра и могли дальше готовиться к работе в университете или направлялись учителями в окружные училища (старшими или младшими, в зависимости от успехов).
Выпускники Педагогических институтов давали обязательство перед Министерством народного просвещения, что прослужат на своих должностях не менее 6 лет.
В 1858 году Педагогические институты признаны были не достигающими цели, и вместо них, по положению 20 марта 1860 года, были учреждены педагогические курсы при университетах, на которые могли поступать лишь молодые люди с университетским образованием. Курсы имели шесть отделов: славяно-русский, классический, исторический, математический, естественный и новых языков. С введением Университетского устава 1863 года эти курсы прекратили свое существование, и с тех пор средние учебные заведения были лишены возможности получать хорошо подготовленных преподавателей по некоторым предметам.